# Viktor Pelevin
Viktor Olegovitsj Pelevin (Russisch: Виктор Олегович Пелевин) (Moskou, 22 november 1962) is een Russisch schrijver.

## Leven
Pelevin studeerde elektrotechniek en volgde daarna literaire studies aan het Maksim Gorki-instituut te Moskou. Hij werd redacteur van het blad Wetenschap en religie en publiceerde diverse artikelen over oosterse mystiek.
Pelevin staat erom bekend weinig in de openbaarheid te treden. In de schaarse interviews die hij gaf gaat hij ook nauwelijks in op zijn persoonlijk leven.

## Typering
Pelevin groeide op binnen het Sovjet-systeem, maar begon als literator pas te publiceren na de val van het communisme. Hij is daarmee een typisch schrijver van overgangssituaties en grenzen. Vaak kiest hij voor het genre van de sciencefiction. Er vinden in zijn werken voortdurend wisselingen plaats tussen het reële, het imaginaire en het fictionele, zodat het moeilijk is vast te stellen wat er precies gebeurt. Een precies referentiepunt ontbreekt en zo ontstaan vaak Kafkaiaanse situaties. Opvallend is dat Pelevin in zijn boeken vaak de dialoog zoekt met de lezer: uiteindelijk is het de lezer zelf die de tekst voorziet van betekenis, zo stelt hij. Een aantal van zijn boeken beginnen met de uitspraak: "Elke gedachte die ontstaat gedurende het lezen van dit boek valt onder het copyright. Niet-geautoriseerd denken is verboden". 
Pelevins werk is modernistisch te noemen en draagt elementen in zich van het nieuw realisme, esoterie, maar ook van volkscultuur.

## Werken
Bekende, ook in het Nederlands vertaalde boeken van Pelevin zijn: Omon en de race naar de maan (1992) en Het leven der insecten (1995).
In Omon en de race naar de maan verhaalt Pelevin over een reis naar de maan tijdens de ruimtevaartwedloop tussen Rusland en de Verenigde Staten. Uiteindelijk blijkt de ruimtevlucht allemaal 'fake' te zijn en plaats te vinden in een ondergronds ruimtevaartcomplex. Ruimtevaarder Omon had zichzelf op een gegeven moment dood moeten schieten, maar als dat niet lukt slaat hij op de vlucht en bereikt via een ventilatieluik de 'echte' wereld.
In Het leven der insecten is sprake van een metamorfose. Alle hoofdpersonen zijn insecten, maar zij hebben menselijke eigenschappen en denken ook als mensen.
In zijn recente romans combineert Pelevin sciencefiction met Zenboeddhisme (Tsjapajev en de leegte, 1996) en betreedt hij ook de virtuele werkelijkheid (Generatie P, 1999; De helm der verschrikking, 1995).
Veel van Pelevins werk is ook beschikbaar op het internet.